# ドナウモア伯爵
ドナウモア伯爵（英語: Earl of Donoughmore）は、イギリスの伯爵位。アイルランド貴族。
第2代ドナウモア男爵リチャード・ヒーリー＝ハッチンソンが1800年に叙されたのに始まる。

## 経歴
クリスティーナ・ヒーリー＝ハッチンソン(1732–1788)は、1783年10月16日にアイルランド貴族爵位「ティペラリー県におけるノックロフティのドナウモア女男爵(Baroness Donoughmore, of Knocklofty in the County of Tipperary)」に叙された。

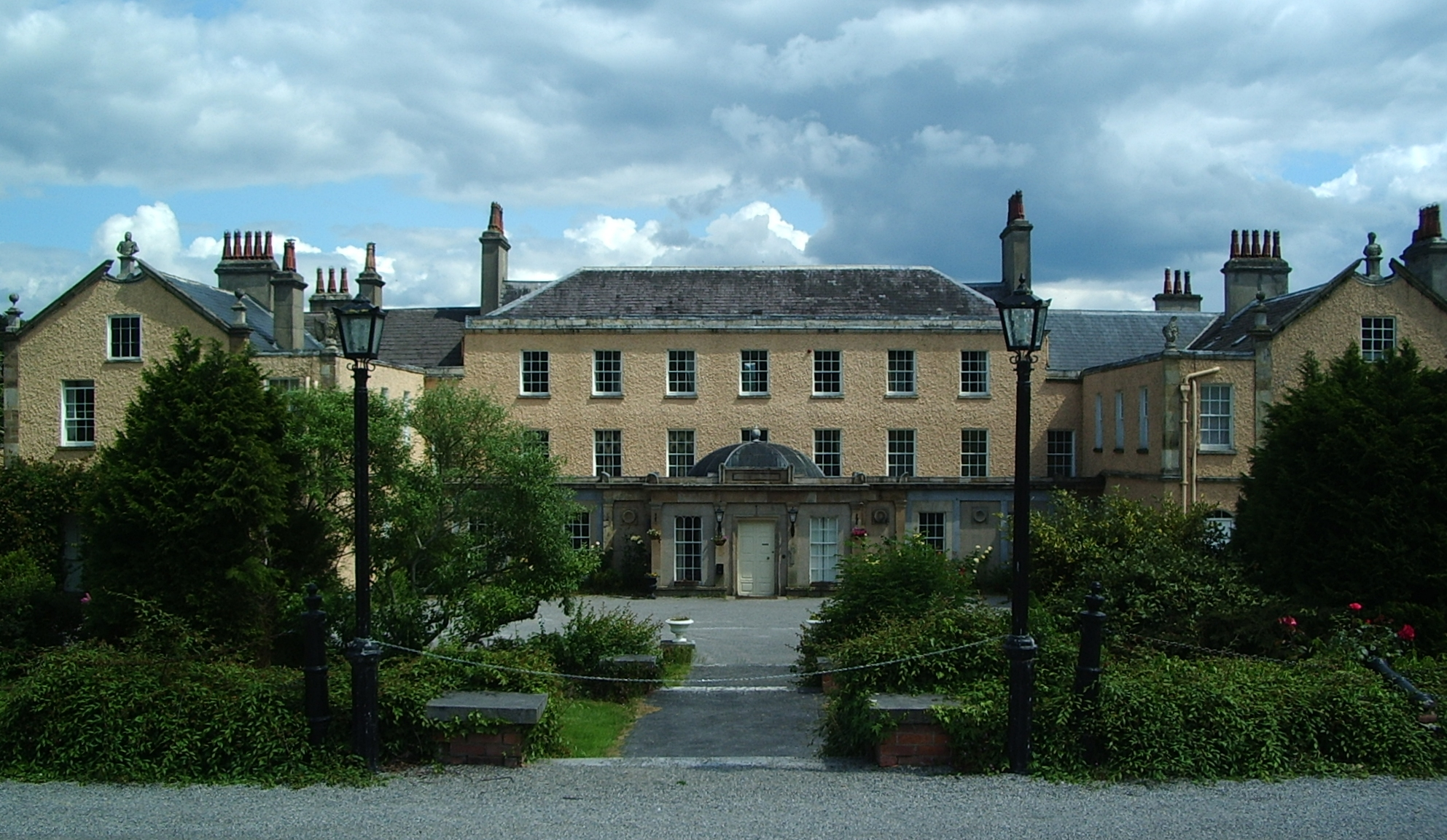
伯爵家の邸宅ノックロフティ・ハウス。

その長男の第2代ドナウモア男爵リチャード・ヒーリー＝ハッチンソン(1756–1825)は、1797年11月20日にアイルランド貴族爵位「ティペラリー県におけるノックロフティのドナウモア子爵(Viscount Donoughmore, of Knocklofty in the County of Tipperary)」、1800年12月31日にアイルランド貴族爵位「ノックロフティのドナウモア伯爵(Earl of Donoughmore of Knocklofty)」、1821年7月14日に連合王国貴族爵位「ティペラリー県におけるノックロフティのハッチンソン子爵(Viscount Hutchinson, of Knocklofty in the County of Tipperary)」に叙された。いずれの爵位も母の男子全員に特別継承権を認めていた。
そのため、子供のない初代伯の死後、長弟ジョン(1757–1832)が2代伯爵を継承したが、彼にも子供がなかったので、末弟フランシス(1769-1827)の長男ジョン(1787–1851)が第3代伯爵を継承した。
以降3代伯の子孫によって現在まで爵位は継承されている。2015年現在の当主は8代ドナウモア伯爵リチャード・マイケル・ジョン・ヒーリー＝ハッチンソン(1927-)である。
法定推定相続人は、シュアデール子爵 (Viscount Suirdale) の儀礼称号を使用する。同家は本来このような爵位は保有していないが、これはアイルランド貴族爵位「ドナウモア子爵」を領土名称指定の際に「シュアデール」と間違えたことによる。
一族の本拠はアイルランド・ティペラリー県にあるノックロフティ・ハウスだったが、1983年に売却している。

## 現当主の保有爵位
現在の当主第8代ドナウモア伯爵リチャード・ヒーリー＝ハッチンソンは、以下の爵位を保有する
- 第8代ドナウモア伯爵(8th Earl of Donoughmore)
（1800年12月29日の勅許状によるアイルランド貴族爵位）
- 第8代ティペラリー県におけるノックロフティのドナウモア子爵(8th Viscount Donoughmore, of Knocklofty in the County of Tipperary)
（1797年12月20日の勅許状によるアイルランド貴族爵位)
- 第8代ティペラリー県におけるノックロフティのハッチンソン子爵(8th Viscount Hutchinson, of Knocklofty in the County of Tipperary)
（1821年7月14日の勅許状による連合王国貴族爵位)
- 第9代ティペラリー県におけるノックロフティのドナウモア男爵(9th Baron Donoughmore, of Knocklofty in the County of Tipperary)
（1783年10月16日の勅許状によるアイルランド貴族爵位)

## 一覧

### ドナウモア男爵 (1783年)
- 初代ドナウモア女男爵クリスティーナ・ヒーリー＝ハッチンソン（英語版） (1732–1788)
- 2代ドナウモア男爵リチャード・ヒーリー＝ハッチンソン (1756–1825) (1800年にドナウモア伯爵に叙される)

### ドナウモア伯爵 (1800年)
- 初代ドナウモア伯爵リチャード・ヒーリー＝ハッチンソン (1756–1825)
- 2代ドナウモア伯爵ジョン・ヒーリー＝ハッチンソン（英語版） (1757–1832)
- 3代ドナウモア伯爵ジョン・ヒーリー＝ハッチンソン (1787–1851)
- 4代ドナウモア伯爵リチャード・ジョン・ヒーリー＝ハッチンソン (1823–1866)
- 5代ドナウモア伯爵ジョン・ルーク・ジョージ・ヒーリー＝ハッチンソン（英語版） (1848–1900)
- 6代ドナウモア伯爵リチャード・ウォルター・ヒーリー＝ハッチンソン (1875–1948)
- 7代ドナウモア伯爵ジョン・マイケル・ヘンリー・ヒーリー＝ハッチンソン (1902–1981)
- 8代ドナウモア伯爵リチャード・マイケル・ジョン・ヒーリー＝ハッチンソン（英語版） (1927-)
  - 法定推定相続人は、現当主の長男シュアデール子爵（儀礼称号）ジョン・マイケル・ジェイムズ・ヒーリー＝ハッチンソン (1952-)